# Holmes (bande dessinée)
Pour les articles homonymes, voir Holmes.
Holmes est une série de bande dessinée française, prévue lors de sa conception en neuf épisodes, dont le récit est de Luc Brunschwig et les dessins ainsi que les couleurs sont de Cécil. Le premier tome, publié en format souple dans la collection 32 dans un tirage limité, est publié en octobre 2006 chez Futuropolis et réédité dans un format plus classique le 6 novembre 2006 en raison de la suppression officielle de la collection 32, fin octobre 2006, celle-ci n'ayant pas réussi à trouver un public suffisant. La série est désormais prévue en six tomes.

## Synopsis
4 mai 1891, Sherlock Holmes disparaît aux chutes de Reichenbach. Pour son frère, Mycroft Holmes, sa mort est le suicide déguisé d’un homme qui ne pouvait se résoudre à voir son cerveau détruit par la drogue.
Ayant hérité des possessions de Sherlock, Mycroft tente de détruire toutes les preuves de la folie de son frère. Malgré les preuves apportées par Mycroft, Watson refuse de croire à cette version des faits et se lance avec son épouse Mary à travers l'Europe entière dans une incroyable enquête qui va tout lui révéler de l'histoire de Sherlock Holmes et de sa famille.

## Publications

### Albums
1. Livre I : L'Adieu à Baker Street, octobre 2006 — Futuropolis, Collection 32, 32 pages.  (ISBN 2-7548-0032-8)
2. Livre II : Les Liens du sang, novembre 2008 — Futuropolis, 37 pages.  (ISBN 978-2-7548-0046-4)
3. Livre III : L'ombre du doute, juin 2012 — Futuropolis, 45 pages + un cahier graphique de 16 pages pour la première édition.  (ISBN 978-2-7548-0247-5)
4. Livre IV : La dame de Scutari, octobre 2015 — Futuropolis, 48 pages.  (ISBN 978-2-7548-0915-3)
5. Livre V : Le frère aîné, novembre 2019 - Futuropolis, 46 pages.  (ISBN 978-27548-1142-2)

### Éditions spéciales
1. Holmes - Making of, octobre 2006 – Futuropolis dans la collection 32, 44 pages. Un hors commerce offert pour l'achat de 3 albums de la même collection. C'est un storyboard du premier tome crayonné par Cécil.